# 弘晈
寧良郡王弘晈（1713年6月17日—1764年9月9日），字鏡齋，號東園，自號秋明主人、鏡齋主人、敬斋主人，室名春暉堂，隶正蓝旗。怡賢親王允祥第四子，寧郡王系第一代。

## 生平
康熙五十二年五月二十五日（1713年6月17日）出生，生母為馬爾漢之女嫡福晉兆佳氏。雍正八年（1730年）八月，受封為寧郡王。乾隆二十九年八月十四日（1764年9月9日）去世，虛齡五十二岁，諡良。由次子永福襲封寧郡王系第二代，惟需遞降為貝勒襲封。
喜养菊，凡名类数百种，好酬唱。自制精扇，名东园扇，为士大夫争购（据《啸亭杂录》）。著有《菊谱》（又名《东园菊谱》）一卷附《菊表》，正黄旗汉军诗人李锴校（乾隆二十二年（1757）北京春晖堂刻本，现藏中国国家图书馆）。卷前有多羅慎郡王胤禧丁丑（1757）冬日“题东园菊谱铭”，果恭郡王弘曕乾隆丁丑长至前二日“秋明主人东园菊谱序”，胞弟怡僖親王弘曉乾隆岁次“东园菊谱序”，李锴序，乾隆甲子（1744）冬十月下澣镶蓝旗满洲、雍正十一年（1733年）癸丑科进士鄂容安“题辞”；卷后有宗室诗人塞尔赫的“菊谱跋”。进士诗人沈德潜有诗《宁郡王招集东园看菊》（载沈德潜《归愚诗钞》卷7）。
为镶白旗满洲诗人马长海的《雷溪草堂集》作序。“画状元”唐岱于1747年为多罗宁郡王弘皎作《仿董巨山水》图，上有鉴藏印“多罗宁郡王印”。
宁郡王府位于今北京东单北极阁三条，内有王府的家庙含“缘庆、恒吉禅林”。后怡端親王載敦（弘晈之玄孙）住此，又改称怡王府。从其父胤祥处继承了刑部尚书巢可託创建的私家园林，作为其别业（载永璥《益齋詩稿》）。

## 家庭
- 父怡賢親王胤祥，康熙帝第十三子。母嫡福晉兆佳氏（父正白旗满洲、兵部尚書恭勤公馬爾漢）。
- 胞兄已革貝勒弘昌（母側福晉瓜爾佳氏）。多羅貝勒品級弘暾（母嫡福晉兆佳氏）；嫡夫人富察氏（父佐領富慶）。
- 胞弟和碩怡僖親王弘曉（母嫡福晉兆佳氏）。子和碩怡恭親王永琅。
- 胞姊愛新覺羅氏，嫁正黄旗满洲、散秩大臣伊爾根覺羅氏福增額（父山西巡抚伊都立，祖父康熙朝文华殿大学士伊桑阿）。
- 嫡福晉西林覺羅氏（胞兄镶蓝旗满洲、雍正八年進士鄂樂舜，父中書鄂臨泰，胞叔大学士鄂尔泰；嫡堂姊西林覺羅氏，嫁镶黄旗满洲、雍正元年(1723)癸卯恩科進士文端公章佳氏尹繼善），雍正十二年七月十六日成婚。弘晈於同年九月初三日娶第一側福晉，九月二十八日娶第二側福晉。
- 繼福晉烏拉那拉氏（父镶白旗满洲、文華殿大學士查郎阿，胞兄乾隆辛酉科舉人查克殫（字承齋），胞姊烏拉那拉氏嫁佟佳氏嗣存（父鑲黃旗漢軍都統榮靖公納穆圖，祖父工部尚書夸岱；胞姊佟佳稚心，著有《寶善堂家訓》，嫁追封睿恪親王如松，其子睿恭親王淳穎））。
- 子貝勒永喜。
- 子追封怡親王永福，镶黄旗护军统领、镶黄旗蒙古都统、宗人府左宗人。嫡福晉富察氏（父兵部尚書、三等襄勇侯明亮，祖父廣成，姑祖母富察氏系乾隆帝孝賢純皇后，曾祖莊愨公李榮保）。
- 女愛新覺羅氏（母烏拉納喇氏），嫁镶蓝旗满洲、襄勤伯西林覺羅氏鄂岳（父雍正十一年进士、襄勤伯鄂容安，祖父一等襄勤伯鄂爾泰）。
- 孙追封和碩怡親王綿譽（父永福）。嫡福晉富察氏（父镶黄旗满洲文襄公福康安，祖父一等忠勇公傅恆，曾祖莊愨公李榮保）。
- 正蓝旗汉军、道光三十年（1850年）庚戌进士吉惠的高祖伯、頭等護衛胡敏，曾任负责怡亲王府的正蓝旗包衣第四参领第四管领，之后长期担任负责宁良郡王弘晈王府的正蓝旗包衣第四参领第三佐领。胡敏的胞兄胡岱（又胡代），曾任负责怡亲王府的正蓝旗包衣第四参领第二管领。吉惠的曾祖伯、頭等護衛韓保，曾任负责怡亲王府的正蓝旗包衣第四参領第一佐領（据《钦定八旗通志》）。吉惠的高祖、二等侍衛胡照，娶乾隆帝慧賢皇貴妃之嫡堂姊高佳氏（胞弟镶黄旗满洲、文华殿大学士文端公高晋）。